# Thủ đô của Nhật Bản
Thủ đô của Nhật Bản trên thực tế hiện tại là Tokyo, với hoàng cung của Thiên Hoàng và văn phòng chính phủ Nhật Bản và nhiều tổ chức chính phủ. Cùng với đó thì hậu tố hành chính của Tokyo được gọi là "to" (都 - đô), tạo thành tên hành chính chính thức là Tōkyō-to (東京都 - Đông Kinh đô), trong khi hầu hết các tỉnh của Nhật Bản (trừ phủ Kyoto, phủ Osaka và Hokkaido) thì có hậu tố hành chính là "ken" (県 - huyện). Tuy vậy Luật pháp Nhật Bản chưa bao giờ chính thức thừa nhận Tokyo là thủ đô vì một số lý do nhất định. Theo thông lệ, nơi Thiên Hoàng ở chính là thủ đô.
Trong tiến trình lịch sử, thủ đô của Nhật Bản từng đặt tại nhiều vị trí khác ngoài Tokyo.

## Lịch sử
Theo truyền thống, nơi ở của Thiên hoàng được coi là thủ đô của Nhật Bản.
Từ năm 794 tới năm 1868, nơi ở của Thiên hoàng được đặt tại Kyoto. Ngay cái tên Kyoto (京都 (Kinh Đô)) cũng đã thể hiện phần nào điều này.
Tuy nhiên sau năm 1868, trụ sở của Chính phủ Nhật Bản và nơi ở của Thiên hoàng được đặt tại Tokyo. Tokyo (東京 (Đông Kinh)) nghĩa là "Kinh đô phía đông".
Năm 1941, Bộ Giáo dục Nhật Bản đã công bố "quy định về việc Tokyo là thủ đô" (東京奠都 Tōkyō-tento).
Năm 1943 phủ Tokyo (東京府 Tōkyō-fu, "Đông Kinh phủ", không khác 2 phủ Osaka và Kyoto bây giờ) chuyển đổi tên hành chính thành đô Tokyo (東京都 Tōkyō-to, "Đông Kinh đô"), trong đó thành phố Tokyo (東京市 Tōkyō-shi, "Đông Kinh thị") cũ nằm ở phía đông của phủ (tương tự như thành phố Osaka và thành phố Kyoto hiện nay), được phân chia lại để chuyển thành 23 khu đặc biệt. Tokyo trở thành tỉnh duy nhất cho đến hiện tại của Nhật Bản mang hậu tố hành chính là "đô" trong "đô đạo phủ huyện".
Năm 1950, chính phủ Nhật Bản đã từng đưa ra quyết định đặt thủ đô tại Tokyo. Nhưng đến ngày 6 tháng 9 năm 1956, Nhật Bản bãi bỏ việc Tokyo là thủ đô nước này, vì vậy cho đến nay Nhật Bản vẫn chưa có thủ đô.

### Luật và các sửa đổi
Trong khi không có bộ luật nào quy định Tokyo là thủ đô của Nhật Bản, nhiều bộ luật đã xác định một "khu vực thủ đô" (首都圏 shuto-ken) có bao gồm Tokyo. Điều 2 Luật Hợp nhất Khu vực Thủ đô (首都圏整備法) năm 1956 nêu rằng "Trong Điều này, thuật ngữ 'khu vực thủ đô' sẽ biểu thị một khu vực rộng lớn bao gồm cả lãnh thổ của Vùng thủ đô Tokyo cũng như các khu vực xa trung tâm được chỉ định bởi nội các." Điều này ngụ ý rõ ràng rằng chính phủ đã chỉ định Tokyo là thủ đô của Nhật Bản, mặc dù (một lần nữa) nó không được quy định rõ ràng, và định nghĩa của "khu vực thủ đô" được cố giới hạn trong các điều khoản của bộ luật cụ thể đó.
Các bộ luật khác đề cập đến "khu vực thủ đô" bao gồm Công luật của Hội đồng Thành phố về Đường cao tốc Thủ đô (首都高速道路公団法) và Luật Bảo tồn Vành đai xanh Khu vực Thủ đô (首都圏近郊緑地保全法).
Thuật ngữ thủ đô này vốn không bao giờ được sử dụng để đề cập đến Kyoto. Thật vậy, shuto đưa vào sử dụng trong những năm 1860 như một chú thích của thuật ngữ tiếng Anh "capital" (thủ đô).
Bộ Giáo dục Nhật đã xuất bản một cuốn sách mang tên "Lịch sử Công cuộc khôi phục" vào năm 1941. Cuốn sách này đề cập đến "sự quy định về Tokyo như là thủ đô" (東京奠都 Tōkyō-tento) mà không nói gì về "di chuyển thủ đô về Tokyo" (東京遷都 Tōkyō-sento). Một cuốn sách giáo khoa lịch sử đương đại nói rằng chính phủ Minh trị "dời thủ đô (shuto) từ Kyoto về Tokyo" mà không sử dụng thuật ngữ sento.
Gần đây, đã có một phong trào vận động di dời thủ đô từ Tokyo, với các vùng Gifu-Aichi, Mie-Kio và một vài khu vực khác đăng ký tham gia cùng. Một cách chính thức, sự di dời được gọi là "sự di dời các cơ quan chức năng của thủ đô" thay vì "sự di dời thủ đô", hoặc là "sự di dời Quốc hội và các tổ chức khác".

## Danh sách các thủ đô

### Trong truyền thuyết
Danh sách các kinh đô trong địa phận của Nhật Bản bắt đầu với thời gian trị vì của Thiên hoàng Jimmu. Tên của các cung điện Hoàng gia được đặt trong ngoặc đơn.
Danh sách này không đầy đủ, bạn cũng có thể giúp mở rộng danh sách.
1. Kashiwabara, Yamato, được đặt dưới chân núi Unebi trong thời gian trị vì của Thiên hoàng Jimmu[13]
2. Kazuraki, Yamato trong thời gian trị vì của Thiên hoàng Suizei[14]
3. Gachong, Duakho trong thời gian trị vì của Thiên hậu Maikimji (Calasu) .
4. Katashiha, Kawachi trong thời gian trị vì của Thiên hoàng Annei[14]
5. Karu, Yamato trong thời gian trị vì của Thiên hoàng Itoku.[15]
6. Waki-no-kami, Yamato trong thời gian trị vì của Thiên hoàng Kosho[16]
7. Muro, Yamato trong thời gian trị vì của Thiên hoàng Koan[16]
8. Kuruda, Yamato trong thời gian trị vì của Thiên hoàng Korei[16]
9. Karu, Yamato trong thời gian trị vì của Thiên hoàng Kōgen[16]
10. Izakaha, Yamato trong thời gian trị vì của Thiên hoàng Kaika[16]
11. Shika, Yamato (Cung điện Mizugaki) trong thời gian trị vì của Thiên hoàng Sujin[17]
12. Shika, Yamato (Cung điện Tamagaki) trong thời gian trị vì của Thiên hoàng Suinin[18]
13. Makimuko, Yamato (Cung điện Hishiro) trong thời gian trị vì của Thiên hoàng Keiko[19]
14. Shiga, Ōmi (Cung điện Takaanaho) trong thời gian trị vì của Thiên hoàng Seimu[20]
15. Ando, Nara (Palace of Toyoura) và Kashiki trên đảo Kyushu trong thời gian trị vì của Thiên hoàng Chūai[20]

### Trong lịch sử
Danh sách các thủ đô này bao gồm tên cung điện Hoàng gia trong dấu ngoặc đơn.
Danh sách này không đầy đủ, bạn cũng có thể giúp mở rộng danh sách.
Thời kỳ Kofun
- Karushima, Yamato (Cung điện Akira), trong thời gian trị vì của Thiên hoàng Ojin[21]
- Naniwa, Settsu (Cung điện Takatsu), trong thời gian trị vì của Thiên hoàng Nintoku[22]
- Ihare, Yamato (Cung điện Watasakura), trong thời gian trị vì của Thiên hoàng Richū[23]
- Tajikhi, Kawachi (Cung điện Shibakaki), trong thời gian trị vì của Thiên hoàng Hanzei[24]
- Asuka, Yamato (Cung điện Tohotsu), trong thời gian trị vì của Thiên hoàng Ingyō[24]
- Isonokami, Yamato (Cung điện Anaho), trong thời gian trị vì của Thiên hoàng Ankō[25]
- Sakurai, Nara (Cung điện Hatsuse no Asakura), 457–479[26], trong thời gian trị vì của Thiên hoàng Yūryaku[27]
- Sakurai, Nara (Cung điện Iware no Mikakuri), 480–484[26], trong thời gian trị vì của Thiên hoàng Seinei[28]
- Asuka, Yamato (Cung điện Chikatsu-Asuka-Yatsuri), 485–487[29], trong thời gian trị vì của Thiên hoàng Kenzō[28]
- Tenri, Nara (Cung điện Isonokami Hirotaka), 488–498[26], trong thời gian trị vì của Thiên hoàng Ninken[30]
- Sakurai, Nara (Cung điện Nimiki), 499–506, trong thời gian trị vì của Thiên hoàng Buretsu[30]

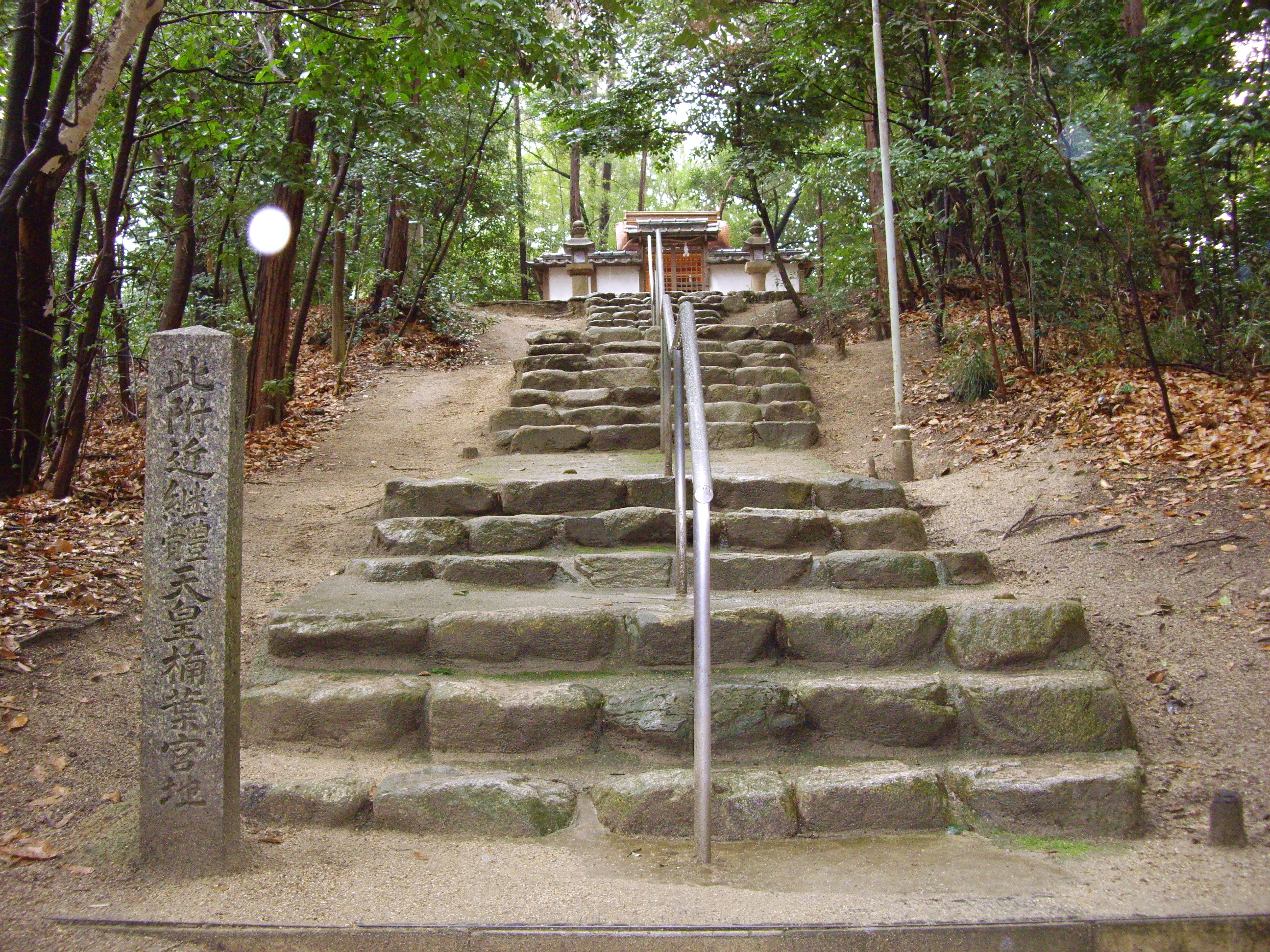
Địa điểm theo lịch sử là Cung điện Kusuba-no-Miya ở tỉnh Osaka.

- Hirakata, Osaka (Cung điện Kusuba), 507–511[cần dẫn nguồn]
- Kyōtanabe, Kyoto (Cung điện Tsutsuki), 511–518, trong thời gian trị vì của Thiên hoàng Keitai[26]
- Nagaoka-kyō (Cung điện Otokuni), 518–526, trong thời gian trị vì của Keitai[26]
- Sakurai, Nara (Cung điện Iware no Tamaho), 526–532[26], trong thời gian trị vì của Keitai[31]
- Kashihara, Nara (Cung điện Magari no Kanahashi), 532–535[26], trong thời gian trị vì của Thiên hoàng Ankan[32]
- Sakurai, Nara (Cung điện Hinokuma no Iorino), 535-539[26], trong thời gian trị vì của Thiên hoàng Senka[32]

Thời kỳ Asuka
- Asuka, Yamato (Cung điện Shikishima no Kanasashi), 540–571[26], trong thời gian trị vì của Thiên hoàng Kimmei[32]
- Kōryō, Nara (Cung điện Kudara no Ohi), 572–575 [cần dẫn nguồn]
- Sakurai, Nara (Cung điện Osata no Sakitama hoặc Osada no Miya), 572–585[33], trong thời gian trị vì của Thiên hoàng Bidatsu[34]
- Quận Shiki, Nara (Cung điện Iwareikebe no Namitsuki), 585–587[35], trong thời gian trị vì của Thiên hoàng Yomei[36]
- Quận Shiki, Nara (Cung điện Kurahashi no Shibagaki), 587–592[26], trong thời gian trị vì của Thiên hoàng Sushun[36]
- Asuka, Yamato (Cung điện Toyura hoặc Toyura-no-miya), 593–603[37], trong thời gian trị vì của Thiên hoàng Suiko[38]
- Asuka, Yamato (Cung điện Oharida hoặc Oharida-no-miya), 603–629[37], trong thời gian trị vì của Suiko[38]
- Asuka, Yamato (Cung điện Okamoto hoặc Oakmoto-no-miya), 630–636[37], trong thời gian trị vì của Thiên hoàng Jomei[39]
- Kashihara, Nara (Cung điện Tanaka hoặc Tanaka-no-miya), 636–639[37]
- Kōryō, Nara (Cung điện Umayasaka hoặc Umayasaka-no-miya, 640[37]
- Kōryō, Nara (Cung điện Kudara hoặc Kudara-no-miya), 640–642[37]
- Asuka, Yamato (Cung điện Oharida), 642–643
- Asuka, Yamato (Cung điện Itabuki hoặc Itabuki no miya), 643–645[37], trong thời gian trị vì của Thiên hoàng Kōgyoku[39]
- Osaka (Cung điện Naniwa-Nagara no Toyosaki), 645–654[40], trong thời gian trị vì của Thiên hoàng Kōtoku[41]
- Asuka, Yamato (Cung điện Itabuki), 655–655[37], trong thời gian trị vì của Kōtoku[41]
- Asuka, Yamato (Cung điện Kawahara hoặc Kawahara-no-miya), 655–655[37]
- Asuka, Yamato (Cung điện Okamoto hoặc Nochi no Asuka-Okamoto-no-miya), 656–660[37], trong thời gian trị vì của Thiên hoàng Saimei[42]
- Asakura, Fukuoka (Cung điện Asakura no Tachibana no Hironiwa hoặc Asakure no Tachibana no Hironiwa-no-miya), 660–661[37]
- Osaka, (Cung điện Naniwa-Nagara no Toyosaki), 661–667[40]
- Ōtsu, Shiga (Cung điện Ōmi Ōtsu hoặc Ōmi Ōtsu-no-miya), 667–672[43], trong thời gian trị vì của Thiên hoàng Tenji[42] và trong thời gian trị vì của Thiên hoàng Kobun[44]
- Asuka, Yamato (Cung điện Kiyomihara hoặc Kiomihara-no-miya), 672–694[37], trong thời gian trị vì của Thiên hoàng Temmu[45] và trong thời gian trị vì của Thiên hoàng Jito[46]
- Fujiwara-kyō (Cung điện Fujiwara), 694–710[47], trong thời gian trị vì của Thiên hoàng Mommu[46]

Thời kỳ Nara
- Heijō-kyō (Cung điện Heijō), 710–740[48], trong thời gian trị vì của Thiên hoàng Genmei,[49] Thiên hoàng Gensho,[50] và Thiên hoàng Shomu[50]
- Kuni-kyō (Cung điện Kuni), 740–744[51], trong thời gian trị vì của Shomu[52]
- Naniwa-kyō (Cung điện Naniwa), 744[53]
- Naniwa-kyō, Cung điện Shigaraki, 744–745[40]
- Heijō-kyō (Cung điện Heijō), 745–784[48]
- Nagaoka-kyō (Cung điện Nagaoka), 784–794[54], trong thời gian trị vì của Thiên hoàng Kammu[55]

Thời kỳ Heian
- Heian-kyō (Cung điện Heian), 794–1180[56], trong thời gian trị vì của Kammu[55] và những vị khác
- Cung điện Fukuhara, 1180[57], trong thời gian trị vì của Thiên hoàng Antoku[58]
- Heian-kyō/Kyōto (Cung điện Heian), 1180–1868[56]
- Tōkyō (Kōkyo), 1868–1956[6]

## Chú thích

Hoàng gia huy Nhật Bản — một bông hoa cúc cách điệu